# Yann Coridian
Yann Coridian, né le 26 juin 1972 est un réalisateur, auteur et directeur de casting français.

## Biographie
Après avoir été assistant réalisateur, il est directeur de casting pour Noémie Lvovsky, Sylvie Verheyde, Valéria Bruni-Tedeschi et Sophie Fillières. Il réalise en 2013 son premier long-métrage, Ouf, avec Éric Elmosnino dans le rôle principal.

## Filmographie
- 2007 : portraits des réalisateurs Valéria Bruni-Tedeschi et Mimmo Calopresti[3]
- 2007 : Le baiser (court métrage)
- 2013 : Ouf
- 2016 : Une jeune fille de 90 ans, documentaire, coréalisateur avec Valéria Bruni-Tedeschi

## Nominations et récompenses
- 2013 : Nommé au festival international du film de São Paulo pour Ouf
- Prix du public du scénario long-métrage au festival d'Angers[3]
- 2012 : Nommé à 4 reprises au Festival International des Jeunes Réalisateurs de Saint-Jean-de-Luz[4]
- 2008 : Lauréat de la Fondation Gan pour le Cinéma pour le long-métrage Ouf[5]

## Ouvrages
- Le Jour où mon papa a perdu son papa, éd. École des loisirs, 2010  (ISBN 2211200567)
- Mon idiot de beau-père, éd. École des loisirs, 2010  (ISBN 2211201822)
- Abel et la bête, éditions L'École des loisirs, 2011  (ISBN 2211204287)
- Le grand petit déjeuner, éd. École des loisirs, 2011
- Collectif, Mon royaume est un cheval, éd. École des loisirs, 2011  (ISBN 2211203736)
- Mon père, l'étoile et moi, éd. École des loisirs, 2012  (ISBN 9782211206624)
- Entrée, plat, dessert, éd. École des loisirs, 2013  (ISBN 9782211212724) [6]
- Mon week-end chez grand-mère, ill. Gabriel Gay,  éd. École des loisirs, 2016
- Je veux rester fils unique, ill. Gabriel Gay,  éd. École des loisirs, 2017
- Entre hommes, ill. Gabriel Gay,  éd. École des loisirs, 2018
- Mon chat sauvage, ill. Pierre-Emmanuel Lyet,  éd. École des loisirs, 2020
- Le fantôme de mon grand-père , ill. Anjuna Boutan,  éd. École des loisirs, 2021
- La Belle et la clocharde, ill. Polly Brotherwood, éd. École des loisirs, 2023